# 雙重子態
雙重子態（Dibaryon）是一種假想粒子，屬於奇異介子中的六夸克態，它們有六顆價夸克，而一般的重子則只有三顆夸克。它被預測為較穩定的粒子。當中H雙重子早於1977年時已被提出，它具有兩顆上夸克、兩顆下夸克和兩顆奇夸克，概念上可視為具有兩個同樣的超子的結構。

## 實驗
科學家希望藉偵測雙重子的衰變發現其存在，在1990年代他們得到一些可能的實驗結果，但未能被確實。
2014年德国于利希研究中心检测在到质量约2380 MeV的粒子是潜在的双重子，该中心声称，这些测量结果通过一种更可复制的方法证实了2011年的结果。这种粒子存在10−23秒，并被命名为d*(2380)。这种粒子被假设由三个上夸克和三个下夸克组成，并被认为是暗物质的候选者。

## 推論
科學家推論中子星的核心可能由奇異粒子（如H雙重子和超子）組成，使其質量與半徑的比例出現可觀測的分別。透過研究中子星的內部情況，可以推導出雙重子的特性。
部分理論更指出中子星塌縮成黑洞時，大量中子可以變為超子，再合併成雙重子。它們或會分解成夸克-膠子等離子體，或會其它未知的狀態。
「奇異物質」的最轻组分「H雙重子」（也稱為ΛΛ雙重子態，S=-2,I=0,B=2,JF=0+，夸克態udsuds或uuddss），是由Robert L. Jaffe在1977年開啟的系列工作所提出的，其後的研究者又提出了D*、N-ω、ω-ω雙重子態及其他的更低能階多夸克穩定態。
氘（重氢）原子核由一颗质子和一颗中子组成，是一种天然存在的双重子系统。2018年，日本理化所仁科中心借助日本超级计算机计京计算预测存在双Ω粒子（di-Omega，ΩΩ），这种双重子也能较稳定存在。